# Койги (волость)
Койги (эст. Koigi ) – бывшая волость в Эстонии в составе уезда Ярвамаа.

## Положение
Площадь волости — 204,45 км², численность населения на  1 января 2010 года составляло 1114 человек.
Административный центр волости — деревня Койги. Помимо этого на территории волости находятся ещё 13 деревень.